# Slayers: Magiczni wojownicy
Slayers: Magiczni wojownicy (jap. スレイヤーズ Sureiyāzu) – seria opowiadań przygodowo-fantastycznych autorstwa Hajimego Kanzaki, zaadaptowana również na mangę i anime (cztery serie telewizyjne, dwie serie OAV oraz pięć filmów). W uniwersum Magicznych wojowników osadzono również akcję trzech gier RPG przeznaczonych na konsolę PlayStation oraz jednej na platformę Super Nintendo Entertainment System.
Magiczni wojownicy opowiadają o przygodach młodej czarodziejki, Liny Inverse, i jej towarzyszy, którzy podróżują razem po świecie. Przy użyciu miecza i potężnej magii walczą z czarownikami, potworami, mrocznymi władcami i bandytami.
Pomimo tego, że serie OAV i cztery filmy zostały wydane po emisji serii telewizyjnych, są ich prequelami, opowiadają o czasach, kiedy to Lina była znana jako awanturnicza łowczyni bandytów i pogromczyni smoków. Towarzyszy jej w tych przygodach Naga.
Pierwsza seria telewizyjna wyemitowana została w 1995 roku na antenie TV Tokyo. Dwa kolejne sezony, noszące podtytuły Next i Try, debiutowały w 1996 i w 1997 roku. 2 lipca 2008 rozpoczęła się emisja czwartego sezonu, Slayers Revolution, a 12 września 2009 – emisja Slayers Revolution-R.
Każda z serii rozpoczyna się raczej humorystycznie, powoli tworząc poważniejszy nastrój związany z problemami równowagi świata, zagrożonej przez demoniczne siły. Zachowują one jednak swój komediowy charakter, prezentując gorący temperament Liny oraz jej skłonność do wykorzystywania towarzyszy.
W Polsce trzy pierwsze serie (Slayers, Slayers Next, Slayers Try) wyemitowano pod wspólną nazwą Magiczni wojownicy na RTL7 od 2001 roku i TVN7 od 2002 w wersji z polskim lektorem, którym był Radosław Popłonikowski. Od kwietnia 2018 roku wersję tę ponownie emitowała stacja 2x2 TV. Czwartą i piątą serię: Slayers Revolution i Slayers Evolution-R wyemitowano w 2012 roku na kanale AXN Spin w wersji z polskim lektorem, którym był Jacek Brzostyński. Manga wydana została przez wydawnictwo JPF pod tytułem Slayers: Magiczni wojownicy.

## Postaci
- Lina Inverse – szesnastoletnia rudowłosa mistrzyni czarnej magii. W wielu miastach znana jako osobowa awanturniczka, atakująca grupy bandyckie w celu odebrania im skarbów. Podróżuje z Gourrym, jej samozwańczym „opiekunem”, mając chrapkę na jego magiczny miecz. Dziewczyna jest ostro nadpobudliwa i gwałtowna, bardzo łatwo się nakręca i wpada w gniew oraz często psychicznie znęca się nad Amelią, Gourrym i Xellosem.

Seiyū: Megumi Hayashibara 
- Gourry Gabriev – wędrowny fechtmistrz, który spotyka Linę w pierwszym odcinku serii. Od tego momentu zostaje jej towarzyszem, nazywając siebie „opiekunem” Liny. Jest posiadaczem Miecza Światła, znanego również pod nazwą Gorun Nova, przekazywanego w jego rodzinie z pokolenia na pokolenie. Nie jest zbyt dobrze wykształcony, ma bardzo słabą pamięć, co doprowadza Linę do szału, lecz znakomicie posługuje się mieczem. Zaczyna się w nim podkochiwać.

Seiyū: Yasunori Matsumoto 
- Zelgadis Greywords – chimera, w 1/3 człowiek, w 1/3 golem, w 1/3 demon. Zelgadis jako zwykły człowiek pragnął zdobyć wielką moc, więc Rezo spełnił jego prośbę, zamieniając go w chimerę. Przemiana zmieniła go fizycznie – otrzymał kamienną skórę i metalowe włosy. Jest dobrym wojownikiem i magiem ziemi. Zelgadis bardzo nie lubi miast, gdyż wstydzi się swego wyglądu i w obawie przed ich mieszkańcami zakłada chustę na twarz i zakłada kaptur na głowę. Kiedy zrozumiał, jak wiele kosztuje go siła uzyskana od Rezo, zaczął bezskutecznie szukać sposobu na odzyskanie dawnego wyglądu.

Seiyū: Hikaru Midorikawa 
- Amelia Will Tesla Seyruun – księżniczka miasta Seyruun, mistrzyni białej magii. Amelia (podobnie jak jej ojciec) jest fanatyczką sprawiedliwości. Podkochuje się w Zelgadisie. Często zanudza pozostałych bohaterów wykładami na temat sprawiedliwości.

Seiyū: Masami Suzuki 
- Xellos – najpotężniejszy Mazoku niebędący lordem. Ma ok. 1020 lat. Panią Xellosa jest Wielka Bestia Zelas Metallium. Każdy z lordów miał prawo stworzyć sobie dwójkę sług – kapłana i generała. Władczyni Bestii postąpiła inaczej – stworzyła Mazoku, który jest jednocześnie kapłanem i generałem. Xellos to jedna z najbardziej tajemniczych postaci, która bezustannie ma zamknięte, często otwierające się oczy i uśmiech na twarzy. Wobec pozostałych bohaterów (w tym przypadku Filii) bywa bardzo złośliwy. Jest również arogancki.  Sam zwykł nazywać siebie „tajemniczym kapłanem”. Ma skłonność do nagłego pojawiania się i znikania. Ma również możliwość teleportowania się.

Seiyū: Akira Ishida 
- Sylphiel Niels Rada – kapłanka zakochana w Gourrym. Córka władcy Sairaag, miasta zniszczonego doszczętnie przez Kopię Rezo po wchłonięciu przez niego mocy Bestii Zanaffar. Kompletnie nie radzi sobie z jakąkolwiek magią ofensywną, jednak w serii NEXT wykorzystuje ona Dragon Slave przeciwko Fibrizzo. Jest to jedyne zaklęcie ofensywne jakie potrafi rzucić Sylphiel.

Seiyū: Yumi Tōma 
- Martina – księżniczka Xoany, występuje w 2 serii, początkowo występuje jako antagonistka, planująca porwanie Amelii, następnie żądna zemsty na Linie dołącza do grupy. Pod koniec Next wychodzi za mąż za Zangulusa.

Seiyū: 
- Filia Ul Copt – kapłanka świątyni złotych smoków, dysponująca potężną białą magią. Jest w stanie walczyć nawet ze słabszymi Mazoku. Notorycznie kłóci się z Xellosem, okładając go wielką maczugą, którą trzyma zawsze pod spódnicą. Zwykle występuje w postaci kobiety, aczkolwiek ma wtedy smoczy ogon. Może zmienić się w wielką smoczycę, przy czym Lina i reszta (z wyjątkiem Xellosa) wykorzystują ją wtedy w charakterze środka lokomocji. Występuje tylko w serii Try.

Seiyū: Houko Kuwashima 
- Naga – pojawia się tylko w OAV, filmach kinowych oraz w 4. tomie mangi – towarzyszka Liny z nieprzyjemnym śmiechem, uważająca się za jej największą rywalkę. Mało rozumna, choć niebywałej urody i, w swoim mniemaniu, posiadająca duże zdolności magiczne. W serii anime Slayers Evolution-R pojawiła się ożywiona zbroja Nama, która w praktyce była Nagą, pozbawioną pamięci i zaklętą w tym przedmiocie. Jest to również siostra Amelii i księżniczka Seyruun.

Seiyū: Maria Kawamura 
- Pokota' – właściwie Posel Korba Taforashia, postać występująca w serii Revolution i Revolution-R. Książę Taforashii, królestwa opanowanego przez zarazę – wszyscy mieszkańcy zostali złożeni do snu w kryształach przez Rezo, miało ich to uchronić od śmierci. Pokota zaś zgodził się, by jego dusza została zamknięta w ciele małego pluszowego stworzenia, by mógł szukać pomocy. Posiada on kopię miecza światła, zna również przeróżne czary ofensywne, jak Dragon Slave[7].
- Czerwony Kapłan Rezo – słynny niewidzący mędrzec, przez lata specjalizujący się w białej magii i pomagający ludziom. Głównym jego celem było odzyskanie wzroku, nie wiedział jednak że w jego oczach tkwi odłamek Ruby Eye Shabranigdo. Testując inne rodzaje magii, doprowadził do przemiany Zelgadisa w chimerę. W Revolution okazało się, że testował również przeniesienie duszy do innego ciała, „pomógł” również mieszkańcom Taforashii, sprowadzając na nich sen w kryształach. Jego uczennica stworzyła klona, który połączył się z bestią Zannafar.
- Valgaav – starożytny smok oraz Mazoku. Należał do rasy starożytnych smoków, zniszczonej przez rasę smoków złotych. Podczas tej smoczej wojny Valgaav został ciężko ranny. Gaav – Demoniczny Król Smoków (jap. Maryu-ou Gaav; w niektórych tłumaczeniach Smok Chaosu Gaav) zmienił go w Mazoku w zamian za przysięgę wierności. Okazało się jednak, że moce Mazoku i starożytnego smoka zwalczały się nawzajem, co sprawiało Valgaavowi ogromny ból. Prawdziwe imię Valgaava to Val (jap. waru), Maryu-ou Gaav nadał Valowi swoje imię, gdy ten zgodził się zostać jego sługą.

Seiyū: Wataru Takagi 

## UniwersumMagicznych wojowników
- Shinma War – Shinma War była wielkim konfliktem pomiędzy Lordem Ciemności Ruby Eye Shabranigdo (Rubinooki Shabranigdo), a Boskim Władcą Flare Dragon Cephied (Płomienny Smok Cephied) o panowanie nad światem Slayers. Zakończyła się rozdzieleniem Shabranigdo na siedem fragmentów i zapieczętowaniem ich w ludzkich duszach, oraz podzieleniem się Cephieda na czterech smoczych władców, którzy mieli czuwać, by kawałki władcy demonów się nie odrodziły.
- Kōma War – Kōma War jest też przez niektórych tłumaczona jako Wojna Upadku Potworów (The War of the Monster’s Fall) była największym konfliktem jaki zaistniał w świecie Slayers. Odbyła się około 1000 lat przed narodzeniem Liny Inverse. Jej zarzewiem stało się odrodzenie jednego z fragmentów Shabranigdo, zapieczętowanego w duszy wielkiego maga Lei Magnusa. Przebudzony władca demonów rozpoczął wojnę z Królem Wodnym Smokiem Ragardią i pokonał go, sam jednak przywarł do ziemi tak mocno, że nie jest w stanie się poruszyć. Od tej pory spoczywa daleko na biegunie, znany jako „północny władca demonów”.

Świat w Magicznych wojownikach jest płaski, opiera się na Lasce Bogów. Istnieją cztery światy, w każdym z nich para przeciwników toczy ze sobą śmiertelny bój. W świecie Liny tymi przeciwnikami są Rubinooki Shabraningdo i Cephied. Cephied zginął, lecz zdołał rozszczepić Shabraningdo na części i uwięzić je. Stało się to podczas wojny upadku potworów. Wtedy też Wodny Smok uwięził Gaava w ludzkim ciele, przez co nie mógł już nigdy więcej stać się pełnym Mazoku. Również z tego okresu pochodzi opowieść o księdze, w której została zapisana cała wiedza Mazoku na temat czarnej magii. Tej właśnie księgi, zwanej Claire Bible, szuka Lina w serii Next.
Shabraningdo jest panem wszystkich Mazoku. Potężniejsza od niego jest tylko twórczyni świata, Pani Koszmarów, nazywana przez ryuzoku (smoki) Złotą Panią. Poniżej Shabraningdo w hierarchii Mazoku stoi pięć jego sług, lordów Mazoku:
- Ha-ou Dynast Grausherra
- Władca Piekieł Mei-ou Phibrizzo
- Demoniczny Król Smoków Maryu-ou Gaav
- Wielka Bestia Juu-ou Zellas Metallium
- Kai-ou Deep Sea Dolphin.

istnieje jeszcze rasa Shinzoku (bogów). Trzej pomniejsi przedstawiciele tej rasy zostali ukazani w serii Try. Są to sługi Smoka Nocy Vorfeeda: Armais, Erulogos i Sirius, przybysze ze świata Dark Stara.

## Anime
Pierwsze trzy serie zostały wyprodukowane we współpracy TV Tokyo i studia SOFTX i wyemitowane później na kanale TV Tokyo.
Pierwsza seria, zatytułowana Slayers (jap. スレイヤーズ), została wyemitowana od kwietnia do września 1995 roku. Druga seria, zatytułowana Slayers ＮＥＸＴ (jap. スレイヤーズ ＮＥＸＴ), została wyemitowana od kwietnia do września 1996 roku. Trzecia seria, zatytułowana Slayers ＴＲＹ (jap. スレイヤーズ ＴＲＹ), została wyemitowana od kwietnia do września 1997 roku.

### Filmy kinowe
W latach 1995–1998 swoją premierę miały cztery filmy kinowe związane z serią. Za ich produkcję odpowiadało J.C.Staff. Piąty film, zatytułowany Slayers Premium (jap. スレイヤーズぷれみあむ), został wyprodukowany przez Hal Film Maker i wydany w 2001 roku.
| Nr | Tytuł                                          | Premiera        | Źródło |
| -- | ---------------------------------------------- | --------------- | ------ |
| 1  | Slayers (jap. スレイヤーズ)                    | 5 sierpnia 1995 | [ 11 ] |
| 2  | Slayers Return (jap. スレイヤーズRETURN)       | 3 sierpnia 1996 | [ 12 ] |
| 3  | Slayers Great (jap. スレイヤーズぐれえと)      | 3 sierpnia 1997 | [ 13 ] |
| 4  | Slayers Gorgeous (jap. スレイヤーズごぅじゃす) | 1 sierpnia 1998 | [ 14 ] |
| 5  | Slayers Premium (jap. スレイヤーズぷれみあむ)  | 22 grudnia 2001 | [ 15 ] |

### OVA
Studio J.C.Staff wyprodukowało także trzyodcinkową serię ova, zatytułowaną Slayers Special (jap. スレイヤーズすぺしゃる), wydaną kolejno 25 lipca 1996, 27 stycznia 1997 i 25 maja 1997. To samo studio wydało także kolejną serię ova, zatytułowaną Slayers Excellent (jap. スレイヤーズえくせれんと), wydaną kolejno 25 października 1998, 25 grudnia 1998 i 25 marca 1999.

### Slayers REVOLUTION
Czwarta seria anime została zatytułowana Slayers REVOLUTION (jap. スレイヤーズ　REVOLUTION) i wyprodukowana przez J.C.Staff. Seria składa się z 13 odcinków i została wyemitowana na kanale TV Tokyo od lipca do września 2008.

### Slayers EVOLUTION-R
Piąta seria anime została zatytułowana Slayers EVOLUTION-R (jap. スレイヤーズ　EVOLUTION-R) i wyprodukowana przez J.C.Staff. Seria składa się z 13 odcinków i została wyemitowana na kanale AT-X od stycznia do kwietnia 2009 roku.

### Ścieżka dźwiękowa
| Seria          | Odcinki  | Tytuł                     | Wykonawcy          | Źródło   |
| Czołówka       | Czołówka | Czołówka                  | Czołówka           | Czołówka |
| -------------- | -------- | ------------------------- | ------------------ | -------- |
| 4              | 1-13     | „Plenty of grit”          | Megumi Hayashibara | [ 18 ]   |
| 5              | 1-13     | „Front breaking”          | Megumi Hayashibara | [ 19 ]   |
| Napisy końcowe |          |                           |                    |          |
| 4              | 1-13     | „Revolution”              | Megumi Hayashibara | [ 18 ]   |
| 5              | 1-?      | „Sunadokei” (jap. 砂時計) | Megumi Hayashibara | [ 19 ]   |
| 5              | ?        | „JUST BEGUN”              | Megumi Hayashibara | [ 19 ]   |
| Inne utwory    |          |                           |                    |          |
| 5              | ?        | „Give a reason”           | Satomi Arimori     | [ 19 ]   |

## Gry
Ukazało się pięć gier video związanych z serią. Są to:
- Slayers Royal (PlayStation, Sega Saturn)
- Slayers Royal 2 (PlayStation, Sega Saturn)
- Slayers Wonderful (PlayStation)
- Slayers (SNES)
- Slayers (PC98)

Ponadto ukazała się gra fabularna Slayers, wydana przez Guardians of Order w systemie d20.

## Wersja Polska

### RTL7
Opracowanie: na zlecenie RTL7 STUDIO START ŁÓDŹ

Tekst: Ewa Nina Kozłowska oraz Magdalena Nikodemska (odcinki 1-10), Anna Kurczak (odcinki 11-20), Ewa Nina Kozłowska oraz Magdalena Nikodemska (odcinki 21-?), Anna Kurczak (odcinki ?-78)

Czytał: Radosław Popłonikowski

### AXN Spin
Czytał: Jacek Brzostyński